# Burg Ankershagen
Burg Ankershagen ist die Ruine einer Wasserburg hinter einem Hügel nahe dem Gutshaus Ankershagen im heutigen Park von Ankershagen im Landkreis Mecklenburgische Seenplatte in Mecklenburg-Vorpommern.
Die Burg der Familie von Holstein wurde vermutlich während der Besiedlungswelle des 12. bis 13. Jahrhunderts erbaut und wohl im Zuge des Dreißigjährigen Krieges zerstört. Heute zeugen noch 2 bis 3 Meter hohe Mauerreste des viereckigen Burgturms von der durch einen etwa 50 Meter langen und 8 Meter breiten Wall geschützten Burganlage.
Einer Sage nach soll ein unterirdischer Gang die Burg Ankershagen des Raubritters Henning von Holstein mit dem Turmhügel Kratzeburg verbinden.

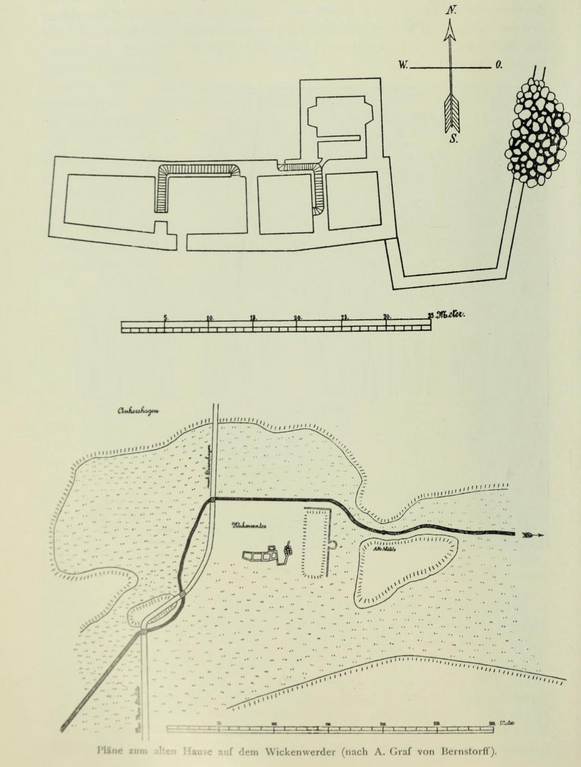
"Pläne zum alten Hause auf dem Wickenwerder"; Grundrissplan von Herrenhaus und Mauer der Burgruine mit Rundbastion. Graf A. von Bernstorff, 1898

Der Burgenforscher Otto Piper gibt um 1900 in seinem Standardwerk Burgenkunde an, dass in Ankershagen von der Burg ein Palas erhalten blieb, der im 16. Jahrhundert errichtet wurde und nun im Herrenhaus Ankershagen eingebaut ist.